# لكع بن لكع: ثلاث جلسات أمام صندوق العجب
لكع بن لكع: ثلاث جلسات أمام صندوق العجب هي مسرحية سياسية من تأليف الأديب الفلسطيني إميل حبيبي، نُشرت عام 1980. صدرت عن دائرة الاعلام والثقافة لدى منظمة التحرير الفلسطينية بالتعاون مع دار الفارابي، وصدرت في عمان عن دار الشروق سنة 2006.
تتناول المسرحية القضية الفلسطينية بأبعادها المختلفة، مسلطةً الضوء على معاناة الشعب الفلسطيني ونضاله ضد الاحتلال الصهيوني. يستخدم حبيبي في هذا العمل أسلوب السرد الشعبي عبر شخصية المهرج وصندوق العجب، مما يضفي على المسرحية طابعًا تراثيًا خطابيا. تُعَدُّ "لكع بن لكع" العمل الأدبي الثالث لإميل حبيبي، بعد سداسية الأيام الستة والوقائع الغريبة في اختفاء سعيد أبي النحس المتشائل.

## العنوان
يظهر العنوان "لكع بن لكع" مع عنوان فرعي "ثلاث جلسات أمام صندوق العجب". العنوان "لكع بن لكع" مستمد من حديث نبوي شريف: "لا تقوم الساعة حتى يليَ أمور الناس لُكعْ بن لُكع"، تشير كلمة لكع إلى شخص لئيم، شديد اللؤم والخِسّة، لا يُعرف له أصل ولا يحمد له خُلُق. هذا الاسم يحمل دلالات رمزية عن مرحلة يسيطر فيها أمثال هذه الشخصية على شؤون الناس.

## نبذة
تتألف المسرحية من ثلاث جلسات تُعرض أمام صندوق العجب، وهو شكل تراثي كان يُستخدم كوسيلة ترفيهية متنقلة للأطفال والكبار في فلسطين. وتنقسم الجلسات إلى مشاهد فرعية. في الجلسة الأولى، بعنوان "مجنونة بدر"، يبرز الكاتب الفجوة بين فلسطينيي الداخل والخارج، مسلطًا الضوء على معاناة الشعب الفلسطيني وآماله في الوحدة والعودة. يستخدم إميل حبيبي شخصية "المهرج" للتعبير عن الصمود والتحدي، بينما تمثل "بدور" رمزًا للأمل والعودة. يتناول الحوار بين المهرج وبدور موضوعات الصبر والمقاومة، مشيرًا إلى أن الأمل في العودة لا يزال حيًا، وأن الجيل الجديد يحمل شعلة النضال. كما تتعرض المسرحية تأثير المذابح التي ارتكبها الاحتلال الصهيوني، مثل مذبحة كفر قاسم، على الوعي الجماعي، مؤكدًا أن هذه الأحداث عززت روح التحدي والمواجهة لدى الفلسطينيين. بالإضافة إلى ذلك، ينتقد الكاتب الأنظمة العربية التي ترفع شعارات الوحدة بينما تمارس القمع ضد شعوبها، مشددًا على أن الظلم الذي يتعرض له الفلسطينيون في الداخل لا يختلف عن معاناتهم في الخارج.

## الشخصيات
في مسرحية "لكع بن لكع" للأديب الفلسطيني إميل حبيبي، تتجلى مجموعة من الشخصيات الرمزية التي تعكس قضايا وهموم المجتمع الفلسطيني والعربي:
- المهرج: يُعتبر الشخصية المحورية، حيث يقوم بسرد الحكايات أمام "صندوق العجب". يمثل المهرج صوت الضمير الشعبي، ويعكس معاناة الشعب الفلسطيني وتطلعاته، مستخدمًا السخرية والنقد اللاذع لتسليط الضوء على التحديات والهموم الوطنية.
- بدور: ترمز إلى الأمل والعودة، حيث تعبر عن الجيل الجديد الذي يحمل شعلة النضال والصمود. حوارها مع المهرج يعكس الثقة بالمستقبل والإصرار على تحقيق الأهداف الوطنية.
- بدر: يمثل الجيل الصاعد والأمل المتجدد، حيث يُشار إليه كرمز للعودة والتحرر. تتحدث بدور عن بدر بوصفه القوة الكامنة التي لا يمكن إخمادها، مما يرمز إلى استمرارية النضال الفلسطيني.
- صاحب صندوق العجب: يجسد دور الراوي الذي يقدم المشاهد والقصص للجمهور. يُستخدم "صندوق العجب" كرمز للتراث الثقافي الفلسطيني، ويعمل كوسيلة لتحفيز التفكير والتأمل في الواقع الاجتماعي والسياسي.
- الجوقة: تتألف من مجموعة من المنشدين الذين يشاركون في معظم مشاهد المسرحية، حيث يقدمون مقاطع شعرية وأدبية تتفاعل مع مجرى الأحداث. تُضفي الجوقة بُعدًا موسيقيًا وإيقاعيًا على العمل، وتعزز الرسائل والمضامين المطروحة.

## الأسلوب
يُقدم حبيبي صندوق العجب كوسيلة لتحفيز الجمهور على التفكير والتجديد، مستلهمًا بذلك تقنيات المسرح الملحمي التي طورها برتولت بريشت. كما يستخدم الجوقة التي تنشد مقاطع شعرية وأدبية في معظم مشاهد المسرحية، مما يضفي إيقاعًا موسيقيًا يتفاعل مع مجرى الأحداث.
طرحت مسرحية "لكع بن لكع" قضية إشكالية تتعلق بتصنيفها الأدبي، وهي قضية ليست جديدة على أعمال إميل حبيبي، حيث سبق أن أثارت "السداسية" جدلًا مشابهًا. هناك من اتفق مع المؤلف واحتفظ بالتصنيف الذي اختاره، وهو "حكاية مسرحية". في المقابل، رأى بعض النقاد أنها أقرب إلى رواية، بينما اعتبرها آخرون عملًا مسرحيًا بالكامل. أما الفئة الرابعة، فقد وقفت في موقف حيرة وتردد، ولم تقدم رأيًا حاسمًا بشأن التصنيف. هذا التباين في الآراء يعكس تعقيد بنية العمل وتميز أسلوب إميل حبيبي، الذي دمج بين تقنيات السرد والمسرح بأسلوب فريد يتجاوز التصنيفات التقليدية. يمكن القول إن إميل حبيبي قدم في "لكع بن لكع" تجربة فنية جديدة، تميزت بجمعها بين التراث والمعاصرة بأسلوب واعٍ لبنية المسرح الحديث.

## التأثير
قدمت المسرحية رؤية نقدية للقضايا الوطنية والإنسانية في سياق الاحتلال والنضال. تأثيرها يظهر في قدرتها على الوصول إلى القارئ والجمهور بشكل مباشر، عبر أسلوب فني يجمع بين الكوميديا السوداء والرسائل العميقة. المسرحية تسلط الضوء على صراع الهوية وتناقضات الواقع العربي. كما أثرت على الساحة الأدبية والفنية بتشجيعها الكتّاب والمسرحيين على توظيف أساليب نقدية مبتكرة لطرح قضاياهم. بفضل قدرتها على المزج بين التراث الفلسطيني وأدوات المسرح الحديث. حظيت باهتمام كبير من النقاد والأدباء، وكتبت عنها العديد من الدراسات التي تسلط الضوء على أبعادها الأدبية والفكرية.

## تقديم المسرحية على خشبة المسرح
قدمت هذه المسرحية في دمشق في عام 1982 من إخراج وليد القوتلي، كتب موسيقى وأغاني المسرحية المغني والموسيقي السوري بشار زرقان الذي شارك فيها كممثل أيضا.